# 윤립 (가수)
윤립(2000년 ~)은 대한민국의 가수다. 2017년 싱글 앨범 [고백 (Go Back)]으로 데뷔했다.

## 방송
- 창작의 신 : 국민 작곡가의 탄생 (2018) - Top26(23위)

## 공연
- 경다솜 X 윤립 X 한여유 : CANDLE IN YOURS #1 (2019)